# Alliance démocratique PÉNCÓO
Pour les articles homonymes, voir Alliance démocratique.
 (octobre 2022).
Si vous disposez d'ouvrages ou d'articles de référence ou si vous connaissez des sites web de qualité traitant du thème abordé ici, merci de compléter l'article en donnant les références utiles à sa vérifiabilité et en les liant à la section « Notes et références ».
L'Alliance démocratique / PÉNCÓO est un parti politique sénégalais, de gauche et de centre gauche, idéologiquement social-démocrate, fondé en 2009 par  Moussa Tine. Il est un parti d’opposition au président Abdoulaye Wade ; son action est de faire partir le régime actuel par tous les moyens démocratiques.
« Péncóo » (néologisme wolof tekki démocratie populaire) est le nom d'un journal du Mouvement ouvrier et populaire.